# Jamal Martin
Jamal Martin (* 14. Dezember 1982) ist ein ehemaliger deutscher Basketballspieler.

## Werdegang
Der 1,95 Meter große Flügelspieler bestritt seinen einzigen Einsatz in der Basketball-Bundesliga für den BCJ Hamburg am 14. April 2001 gegen Würzburg. Gegen Ende der Saison 2000/01 rückte er fest von der Jugend in Hamburgs Bundesliga-Mannschaft auf. Martin spielte nach dem Bundesliga-Abstieg mit BCJ in der 2. Basketball-Bundesliga und gewann unter Trainer Pat Elzie 2002 den Meistertitel in der 2. Bundesliga Nord. Dem Nachfolgeverein (BC Hamburg) des insolventen BCJ Hamburg wurde hernach keine Spielberechtigung für die erste und zweite Bundesliga erteilt, Martin wechselte nach Braunschweig. Er zählte während der Saison 2002/03 zum Erstliga-Aufgebot von TXU Energie Braunschweig, wurde aber ausschließlich in der 2. Bundesliga bei der SG Braunschweig eingesetzt.
Nach einem Spieljahr in Braunschweig kehrte der Flügelspieler nach Hamburg zurück und war 2003/04 Leistungsträger des BC Hamburg in der 1. Regionalliga. 2004 wechselte Martin innerhalb Hamburgs zur TSG Bergedorf, mit der er in der Saison 2004/05 die Meisterschaft in der 2. Regionalliga gewann. Sein Sohn Nelson Martin wurde ebenfalls Bundesliga-Spieler.